# Lynx pardinus
La lince pardina (Lynx pardinus Temminck, 1827) è una specie di lince originaria della penisola iberica, attualmente in pericolo di estinzione.
Secondo il gruppo di conservazione SOS Lynx, se questa specie si estinguesse, si tratterebbe della prima estinzione di felino dai tempi della scomparsa dello Smilodon 10 000 anni fa. In passato gli studiosi erano soliti considerarla una sottospecie della lince comune (Lynx lynx), ma ora la ritengono una specie separata. Entrambe le specie erano diffuse in Europa centrale durante il Pleistocene, non entrando, però, mai in competizione tra loro, dato che vivono in habitat differenti. Si ritiene che la lince pardina derivi da Lynx issiodorensis.

## Descrizione

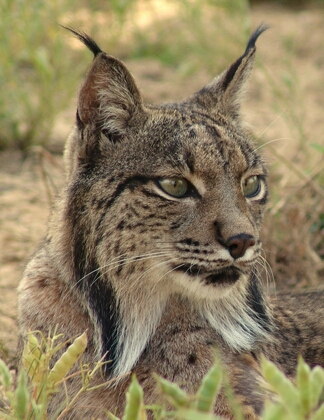
Primo piano di una lince pardina

Sotto molti aspetti la lince pardina ricorda altre specie di linci: presenta una coda corta, i ciuffi di pelo al di sotto del mento ed i caratteristici pennacchi sulle orecchie. Mentre, però, la lince comune è ricoperta di macchie piuttosto pallide, la pardina presenta una serie di caratteristiche macchie, simili a quelle del leopardo, che spiccano sul pelo color grigio chiaro o bruno-giallastro chiaro. Anche la pelliccia è molto più corta di quella delle altre linci, adattatesi generalmente a vivere in ambienti più freddi. Alcune popolazioni occidentali erano prive di macchie, ma si sono estinte recentemente.
La lunghezza testa-corpo è di 85 – 120 cm, mentre quella della coda, piuttosto corta, è di 12 – 30 cm; l'altezza al garrese si aggira sui 60 – 70 cm. I maschi, più grandi delle femmine, pesano massimo 25 kg, sebbene alcuni esemplari abbiano raggiunto i 26,8 kg; le femmine, invece, raramente superano i 15 kg; le dimensioni della specie, quindi, sono inferiori rispetto a quelle della lince europea che raggiunge in media una lunghezza di 120–150 cm e un peso che supera tranquillamente i 30 kg e raggiungendo in casi eccezionali anche i 40 kg.
Come tutti i felini, la lince pardina ha quattro gruppi di vibrisse: due sulle orecchie e due sul mento. Esse vengono utilizzate per individuare le prede. I ciuffi di pelo sulle orecchie consentono alla lince di percepire meglio le fonti sonore; se privata di esse, il suo senso dell'udito diminuisce enormemente. I margini dei piedi sono ricoperti da peli molto lunghi che le permettono di muoversi silenziosamente su qualunque superficie.

## Biologia
La lince pardina è più piccola della sua parente europea settentrionale e generalmente caccia animali di dimensioni piccole o medie, solitamente non più grandi di una lepre. Anche l'habitat in cui vive è differente: abita infatti nelle macchie aperte e non nelle foreste come la lince comune.
Al crepuscolo va a caccia di mammiferi (compresi roditori ed insettivori), uccelli, rettili ed anfibi. La sua preda principale è costituita dal coniglio selvatico (Oryctolagus cuniculus; 79,5 - 86,7% del totale); lepri (Lepus granatensis; 5,9%) e roditori (3,2%) sono meno comuni. Un maschio necessita di almeno un coniglio al giorno, mentre una femmina con i piccoli ne deve catturare almeno tre.
Dal momento che in Spagna e Portogallo le popolazioni di conigli sono molto diminuite a causa di un'epidemia di mixomatosi, la lince pardina è spesso costretta ad attaccare con maggior frequenza del solito daini, caprioli, mufloni ed anatre. Compete per le prede con la volpe rossa, la mangusta (Herpestes ichneumon) ed il gatto selvatico, carnivori sui quali questo predatore sembra contribuire anche ad una sorta di funzione di controllo delle popolazioni, dato che anch'essi possono diventare sue prede. È un animale solitario che difende il proprio territorio con una certa tenacia ed aggressività; non insegue quasi mai le sue prede, ma caccia all'agguato o attende per ore dietro ad un cespuglio o una roccia che le passino sufficientemente vicino per balzar loro addosso in pochi attimi.
Questo animale, soprattutto se in compagnia di esemplari più giovani, si sposta molto e può compiere spostamenti che superano i 100 km. Il territorio (di circa 10 – 20 km²) dipende strettamente dalla disponibilità di cibo. Tuttavia, una volta stabilitone i confini, spesso costituiti da strade e sentieri costruiti dall'uomo, il territorio tende a mantenere le stesse dimensioni per molti anni. La lince lo marca con l'urina, con mucchi di escrementi deposti tra la vegetazione o con vistosi graffi sulla corteccia degli alberi.

## Riproduzione

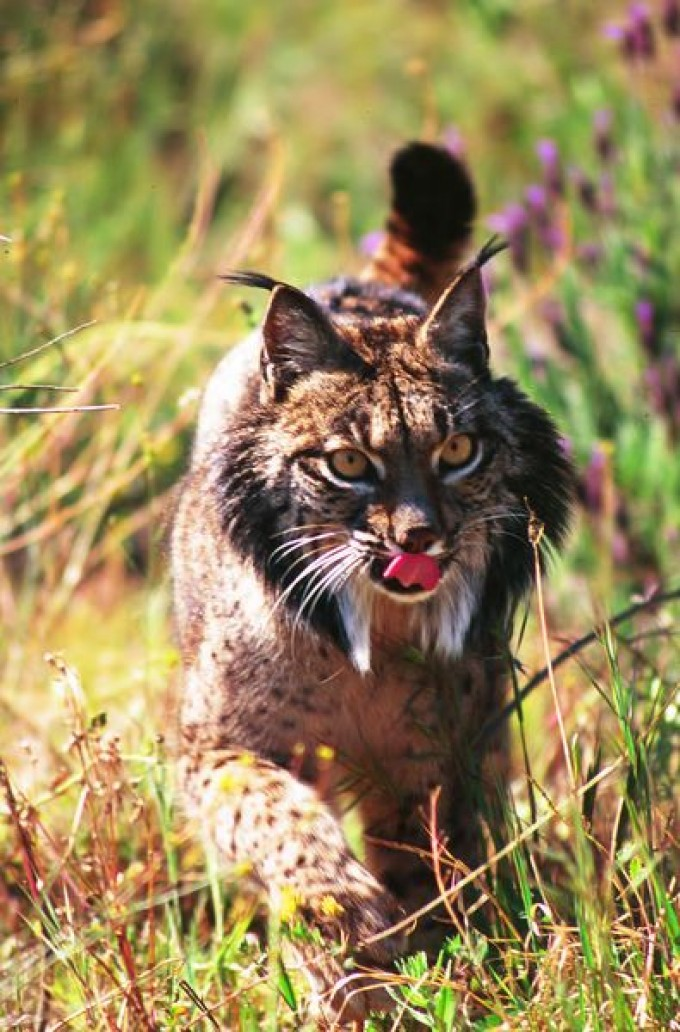
Un esemplare nel Parco nazionale di Doñana

Durante la stagione degli amori la femmina lascia il proprio territorio alla ricerca di un maschio. Il periodo di gestazione dura di norma circa due mesi; i piccoli nascono tra marzo e settembre, con un picco delle nascite in marzo ed aprile. La cucciolata tipica comprende due o tre piccoli (più raramente uno, quattro o cinque) che pesano 200 - 250 g.
Essi diventano indipendenti a 7 - 10 mesi d'età, ma rimangono con la madre fino a 20 mesi. La loro sopravvivenza dipende in gran parte dalla disponibilità di prede. In natura sia i maschi che le femmine raggiungono la maturità sessuale a un anno d'età, sebbene in pratica è raro che si riproducano fino a quando non si sono stabiliti in un proprio territorio; è noto il caso di una femmina che non si riprodusse fino a quando non morì sua madre, quando ormai aveva già cinque anni. La longevità massima in natura è di 13 anni.
I fratelli diventano sempre più violenti gli uni con gli altri tra i 30 e i 60 giorni d'età, raggiungendo un massimo di aggressività intorno ai 45 giorni. Non è raro che un unico piccolo uccida tutti gli altri fratelli in questi combattimenti brutali. Il motivo di questi scoppi di aggressività non è ben chiaro, ma molti studiosi ritengono che vada collegato ad un cambiamento ormonale che avviene quando i piccoli smettono di succhiare il latte della madre per iniziare a nutrirsi di carne. Altri ritengono che vada interpretato come una forma di gerarchia e di «sopravvivenza del più forte». Non sapendosi spiegare il perché, i conservazionisti devono tenere separati tra loro i piccoli fino a quando non hanno raggiunto i 60 giorni d'età.

## Distribuzione e habitat
Fino alla metà del XIX secolo questa lince era diffusa in tutta la penisola iberica, ma ora il suo areale è ristretto ad alcune aree molto piccole e si riproduce in due sole zone dell'Andalusia, nella Spagna meridionale. La lince pardina predilige ambienti eterogenei costituiti da distese erbose aperte miste a macchie più fitte di corbezzolo, lentisco, ginepro e di alberi di leccio e di sughera. Al giorno d'oggi quasi tutti gli esemplari sopravvissuti si sono ritirati in zone montane, e nelle foreste di pianura o nella fitta macchia mediterranea si incontrano ormai solo pochi sparuti gruppi.

## Conservazione
La lince pardina è una specie protetta, elencata nell'Appendice I della CITES, nell'Appendice II della Convenzione di Berna sulla conservazione della fauna selvatica e degli habitat naturali europei e negli Allegati II e IV della Direttiva Habitat dell'Unione Europea. La specie venne elencata come in Pericolo nella Lista rossa IUCN dal 2014 al 2024. Nel 2024, l'animale è stato riclassificato come Vulnerabile dopo che il numero di linci giovani e adulte è aumentato a oltre 2000 esemplari. È uno dei carnivori più minacciati d'Europa.
Studi effettuati nel marzo del 2005 hanno stimato una popolazione inferiore ai 100 esemplari, rispetto ai circa 400 del 2000 ed ai 4.000 del 1960.
Le uniche popolazioni riproduttive vivono in Spagna e si ritiene che sopravvivano soltanto nel Parco nazionale di Doñana e sulla Sierra di Andújar (Provincia di Jaén). Tuttavia, nel 2007, le autorità spagnole hanno annunciato la scoperta di una popolazione rimasta sconosciuta nel territorio di Castiglia-La Mancia (Spagna centrale). Successivamente tale popolazione è stata stimata a 15 esemplari.
La lince pardina e gli habitat in cui vive godono della più completa protezione e anche la caccia legale è ormai vietata da lungo tempo. Le minacce che più gravano su di lei sono la distruzione dell'habitat, l'avvelenamento, gli incidenti stradali, i cani rinselvatichiti ed il bracconaggio. La distruzione dell'habitat è dovuta soprattutto all'aumento delle infrastrutture ed allo sviluppo di centri urbani e di villeggiatura, nonché di monocolture, i quali vengono sempre più a frammentare l'areale della lince. Inoltre, va ricordato anche che le popolazioni di conigli, prede fondamentali della lince, sono notevolmente diminuite in seguito alla diffusione di malattie come la mixomatosi e la polmonite emorragica.

### Recupero
Il 29 marzo 2005 Saliega, la prima lince pardina ad essersi riprodotta in cattività, dette alla luce tre piccoli in piena salute al Centro di Riproduzione di Acebuche E1, nel Parco Nazionale di Doñana (Provincia di Huelva, Spagna). Sempre nello stesso luogo, ne partorì altri tre il 2 marzo del 2008. Questi piccoli nacquero dopo una gestazione di 64 giorni. Uno di loro venne rifiutato dalla madre e la Giunta del Dipartimento dell'Ambiente dell'Andalusia annunciò il 24 marzo che il piccolo era morto.
Nell'area della Sierra Morena, appena a nord di Andújar, in Andalusia, nel 2008 vennero individuati 150 esemplari, rispetto ai 60 del 2002. Con il risultato di questo incremento numerico, la zona di Andújar-Cardeña ha probabilmente raggiunto la sua capacità portante e così potrebbe venire utilizzata in futuro come serbatoio per prelevare esemplari da reintrodurre altrove. Oltre a questi successi di conservazione in situ sulla Sierra Morena, se ne sono avuti altri dovuti al buon andamento del programma di riproduzione ex situ, con la nascita di 52 esemplari, 24 dei quali a sua volta riprodottisi in cattività. La popolazione ex situ fornirà 20 - 40 esemplari ogni anno che verranno utilizzati per un programma di reintroduzione in natura che inizierà nel 2010. In ultimo, nel Parco nazionale di Doñana, la popolazione di linci sembra essere rimasta stabile negli ultimi anni: tra il 2002 ed il 2008, infatti, ogni anno sono stati censiti intorno ai 50 esemplari. Il 20 marzo 2009 è stata annunciata la nascita di altri tre piccoli nel Centro di Riproduzione del Parco. I progetti di reitroduzione della lince pardina sono già iniziati nel 2009 nel Guadalmellato, ed altri nel Guarrizas sono già in programma per il 2010 - 11. Il 10 giugno 2013 è stato fotografato un maschio di lince pardina a Vila Nova de Milfontes sulla costa del Portogallo sud-occidentale ed è stata portata all'ICNF (istituto portoghese per la conservazione della natura e delle foreste). Il maschio di due anni, soprannominato, Hongo proviene dal parco nazionale di Donana in Andalusia.
Nel 2015 l'IUCN ha classificato la specie come in pericolo con una popolazione di circa di 156 esemplari nel 2012, il triplo rispetto ai 52 esemplari del 2002.
La popolazione è considerata in aumento. Secondo un censimento fatto nel 2015, sembra che il numero delle linci pardine abbia superato i 400 esemplari; considerando, però, la natura schiva dell'animale e la paura dell'uomo che avrà sviluppato negli anni in cui è stata perseguitata, è plausibile pensare che ne esista un numero maggiore.
Il censimento della lince iberica conferma questo suo areale: degli oltre 400 esemplari di cui si è potuto confermare l'esistenza, 361 si trovano in Andalusia. In particolare, si dividono fra l'area di Doñana-Aljarafe e la Sierra Morena. Altri esemplari si trovano nella provincia di Badajoz (Estremadura), valle del Guadiana (Portogallo), Monti di Toledo.
Ha fatto discutere la decisione della giunta regionale dell'Andalusia di abbassare il livello di rischio della specie, da “specie a rischio di estinzione” a “vulnerabile”. Secondo alcuni esperti è ancora troppo presto per considerare scampato il pericolo della scomparsa di questo carnivoro dal territorio iberico ed europeo.
Nel 2018 si è stimata una popolazione di oltre 650 esemplari, mentre con il censimento del 2020 si è evidenziata una crescita della popolazione fino ad oltre 1.100 esemplari, di cui almeno 240 femmine in età riproduttiva. Secondo gli esperti, se la popolazione continua a crescere di questo ritmo, entro vent'anni si stima che la specie possa addirittura non essere più considerata a rischio estinzione.

#### SOS Lynx
SOS Lynx è un'organizzazione conservativa con base in Portogallo che opera per scongiurare l'estinzione della lince pardina.